# Học viện âm nhạc Curtis
Học viện âm nhạc Curtis (Curtis Institute of Music) là một nhạc viện tư nhân ở Philadelphia, Hoa Kỳ. Học viện này cung cấp các chương trình học đào tạo đến bằng tốt nghiệp biểu diễn, Cử nhân Âm nhạc, Thạc sĩ Âm nhạc về opera, hoặc Chứng chỉ Nghiên cứu Chuyên nghiệp về opera. Nhiệm vụ của học viện là giáo dục và đào tạo những nhạc sĩ trẻ có năng khiếu đặc biệt để thu hút cộng đồng địa phương và toàn cầu thông qua trình độ nghệ thuật cao nhất. Tất cả sinh viên dự học ở đây đều học bằng học bổng toàn phần.